# Caer Gybi
Caer Gybi – rzymski fort w Walii, leżący na terenie dzisiejszej miejscowości Holyhead, na wyspie Holy Island. Jest jednym z nielicznych przykładów rzymskich fortów otoczonych murem tylko z trzech stron – granicę z czwartej strony stanowił brzeg morza.
Fort został wybudowany około 300 roku, najprawdopodobniej jako uzupełnienie dla fortu Segontium, w celu obrony przed atakami piratów z Irlandii. Oryginalna łacińska nazwa nie jest znana. Caer Gybi był połączony z Segontium drogą.
Został opuszczony prawdopodobnie około 393 roku. W VI wieku teren fortu został ofiarowany św. Cybi, który w tym miejscu wybudował klasztor. Dziś pozostałość po nim to budynek Eglwys y Bedd, który być może wybudowany został nad miejscem pochówku świętego. Oryginalnie istniejący w obrębie murów kościół św. Cybi został w X wieku zrabowany przez wikingów. Nowy kościół, istniejący do dziś, został wybudowany w XIII wieku poza obszarem fortu.